# درون ورطه
درون ورطه (انگلیسی: Into the Abyss) فیلمی در ژانر مستند به کارگردانی ورنر هرتسوک است که در سال ۲۰۱۱ منتشر شد.